# Mario García Covalles
Mario Alberto García Covalles (Ciudad de México, 1 de junio de 1967) es un exjugador y entrenador de fútbol Mexicano. Desde noviembre del 2024 dirige al Club Mineros de Zacatecas de la Liga de Expansión MX.

## Carrera

### Como jugador
Inició en las fuerzas inferiores del Atlante, jugando en su filial de segunda división (Potros Neza) y logrando el título de la división en la temporada 1988-89.
En 1990 paso a integrar el primer equipo del Atlante, que en ese momento estaba en Segunda División, logrando el título del circuito en 1991, y con ello el retorno a la primera categoría del fútbol mexicano.
En primera división siguió en el plantel del Atlante, pero cumpliendo un rol secundario, aunque teniendo bastantes minutos de juego, al ser de los revulsivos más recurrentes para el entrenador Ricardo La Volpe. Logrando el título de Liga en la temporada 1992-93.

### Como entrenador
Inició en el 2004 siendo auxiliar técnico en Atlante, que dirigía José Guadalupe Cruz. Fue hasta el 2008 cuando dirigió a su primer equipo, el Club León, debutando con triunfo de 3-1 sobre Tapatio. En la segunda categoría del fútbol mexicano, dirigió a Chetumal, Atlante, Mérida, Teca UTN y Tampico Madero. Fue auxiliar técnico en Morelia, junto con el Profe Cruz. Fue asesor técnico del club Dorados de Sinaloa, que milita en la liga de ascenso de México y del cual fue técnico Diego Maradona. En julio de 2020 fue nombrado como director técnico del Atlante, siendo la segunda ocasión que desempeñó este cargo, en el mismo club había sido auxiliar técnico en tres ocasiones, García se mantuvo en los Potros durante tres años, consiguiendo ganar el título de la Liga de Expansión MX en dos ocasiones durante los torneos Apertura 2021 y 2022. En diciembre de 2023 García abandonó su cargo en el Atlante.
En enero de 2024 García comenzó su primera experiencia internacional cuando fue nombrado como director técnico del Club Sport Cartaginés de la Primera División de Costa Rica, sin embargo, el entrenador solo se mantuvo durante tres meses en el cargo, ya que a principios del mes de abril dejó su puesto debido a problemas con la plantilla del equipo.
El 17 de abril de 2024 Mario García regresó a dirigir al fútbol mexicano al ser nombrado como nuevo entrenador del Atlético Morelia de la Liga de Expansión.

## Trayectoria

### Clubes como entrenador
| Club / Selección      | País       | Año         |
| --------------------- | ---------- | ----------- |
| Atlante FC*           | México     | 2004 - 2008 |
| León FC               | México     | 2008        |
| Potros Chetumal       | México     | 2009        |
| Atlante UTN           | México     | 2009 - 2010 |
| Atlante FC*           | México     | 2010        |
| CF Mérida             | México     | 2011        |
| Altamira FC           | México     | 2011        |
| Atlante FC            | México     | 2012 - 2013 |
| Altamira FC           | México     | 2013 - 2014 |
| Teca UTN              | México     | 2014        |
| Morelia*              | México     | 2014        |
| Tampico Madero        | México     | 2015 - 2016 |
| Alebrijes de Oaxaca   | México     | 2016        |
| Pioneros de Cancún    | México     | 2017        |
| Cimarrones de Sonora  | México     | 2017 - 2018 |
| Tuxtla F. C.          | México     | 2018        |
| Dorados de Sinaloa    | México     | 2018        |
| Tuxtla F. C.          | México     | 2019        |
| Tampico Madero        | México     | 2019        |
| Atlante               | México     | 2020 - 2023 |
| Club Sport Cartaginés | Costa Rica | 2023 - 2024 |
| Atlético Morelia      | México     | 2024        |
| Mineros de Zacatecas  | México     | 2024 - Act. |

## Palmarés

### Títulos como jugador
| Título                     | Club        | País   | Temporada |
| -------------------------- | ----------- | ------ | --------- |
| Segunda División de México | Potros Neza | México | 1988-1989 |
| Segunda División de México | Atlante     | México | 1990-1991 |
| Primera División de México | Atlante     | México | 1992-1993 |

### Títulos como entrenador
| Título                            | Div | Club           | País   | Año  |
| --------------------------------- | --- | -------------- | ------ | ---- |
| Premier de Ascenso Clausura       | 3.ª | Tampico Madero | México | 2016 |
| Expansión MX Apertura             | 2.ª | Atlante        | México | 2021 |
| Expansión MX Campeón de Campeones | 2.ª | Atlante        | México | 2022 |
| Expansión MX Apertura             | 2.ª | Atlante        | México | 2022 |